# Xestia bifurcata
Xestia bifurcata là một loài bướm đêm trong họ Noctuidae.